# Limosa

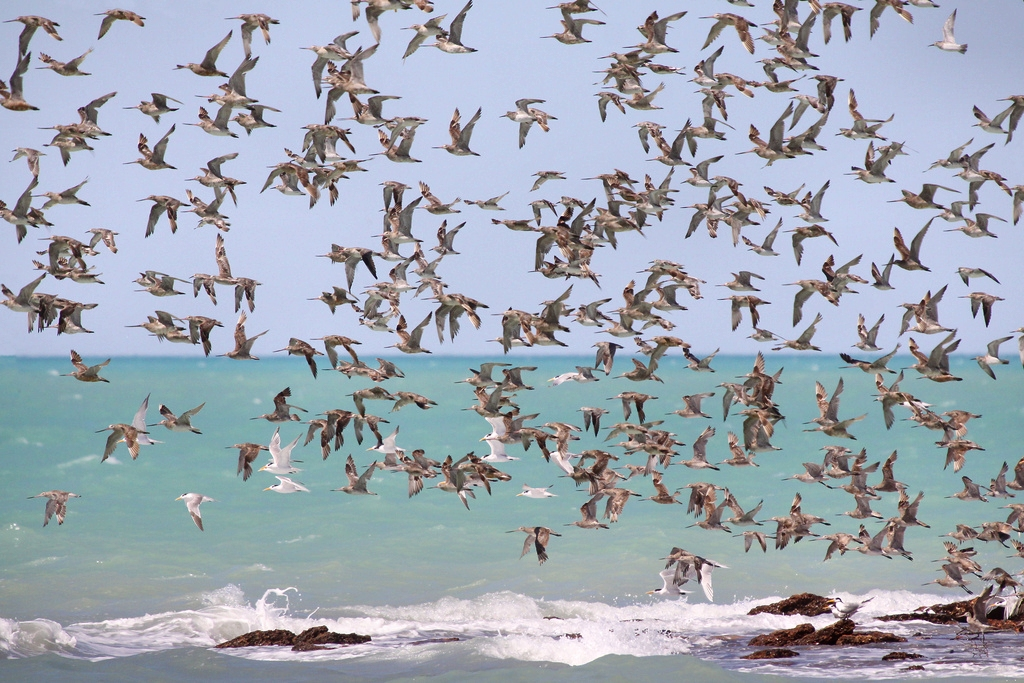
Stormo di pittime minori e sterne crestate.

Limosa Brisson, 1760 è un genere di uccelli della famiglia degli Scolopacidi.

## Tassonomia
Comprende quattro specie:
- Limosa limosa (Linnaeus, 1758) - pittima reale
- Limosa haemastica (Linnaeus, 1758) - pittima dell'Hudson
- Limosa lapponica (Linnaeus, 1758) - pittima minore
- Limosa fedoa (Linnaeus, 1758) - pittima marmoreggiata

## Descrizione
Le pittime sono dei trampolieri fra i più grandi della famiglia degli Scolopacidi, diventati molto rari in seguito alla distruzione del loro habitat. Hanno lunghe zampe e lunghi becchi affusolati, dritti in alcune specie e leggermente ricurvi all'insù in altre. Delle due specie europee, la pittima reale ha il becco diritto e può facilmente essere distinta in volo in ragione di una larga fascia bianca sulle ali e di una coda altrettanto bianca con una larga striscia nera. L'altra specie europea, la pittima minore, non presenta alcuna fascia sulle ali e la sua coda è bianca con strisce nere a distanze piuttosto ravvicinate le une alle altre; inoltre il becco è leggermente rivolto all'insù. Però quando stanno sul terreno è molto più difficile riconoscerle.
D'estate, entrambe le specie presentano un piumaggio castano sulla testa e sul petto, anche se la femmina della pittima minore ha colori più spenti del maschio. Comunque, il piumaggio invernale delle due specie assomiglia molto a quello del chiurlo. In America del Nord vive la pittima marmorizzata, che rassomiglia anch'essa al chiurlo sia per il piumaggio che per la statura. Inoltre ha il becco leggermente ricurvo all'insù. La pittima dell'Hudson è molto scura: le regioni ventrali sono marrone e quelle superiori quasi nere.

## Distribuzione e habitat
La pittima reale che vive nell'Europa centro-settentrionale e in Asia centrale migra nella zona mediterranea e nell'Asia sud-orientale, mentre la pittima minore è una specie molto più settentrionale, della Lapponia, Siberia e Alaska, che sverna al sud, tipicamente nelle Isole Britanniche, raggiungendo la zona mediterranea, le coste del Mar Rosso e l'Africa occidentale, nonché, spesso, l'Australia, la Nuova Zelanda, l'Asia meridionale e l'Africa meridionale. La pittima dell'Hudson vive nell'America del Nord e migra verso il sud dello stesso continente, spingendosi a volte fino alle Isole Falkland, mentre la più sedentaria di tutte è la pittima marmorizzata, che si riproduce nell'America del Nord e centrale senza mai spingersi più a sud.
In molte zone dei loro territori, le pittime stanno diventando sempre più rare. Quella marmorizzata ha subito una forte flessione dacché le praterie e le pianure dove aveva i suoi rifugi sono state adibite a coltivazioni. Nel 1832, Audubon parlava di stormi di migliaia di pittime che vivevano in Florida, mentre A. C. Bent scriveva nel 1927 che nello stesso luogo questa specie era ormai rara. I grandi stormi che una volta migravano verso il sud della Nuova Inghilterra sono ormai ridotti a pochi individui sparpagliati e la pittima dell'Hudson è divenuta ormai un uccello molto raro, in via d'estinzione.
La pittima reale nidifica nei pantani, negli acquitrini, nelle brughiere, nei prati ricchi d'acqua o nelle dune, svernando nelle paludi e negli estuari. Ma in seguito ai continui prosciugamenti di queste terre per lo sfruttamento agricolo o edilizio anche il numero di questi uccelli è diminuito notevolmente. In Inghilterra la diminuzione fu talmente forte che la specie poteva, verso la metà del XIX secolo, considerarsi estinta in questa nazione, mentre adesso ricomincia a riprodursi, anche se in piccolo numero. Però questi uccelli hanno fatto registrare una netta flessione anche nell'Europa centrale, così negli ultimi anni sono andati spostandosi verso il nord, specie in Finlandia, e nella prima metà del XX secolo hanno intensificato il loro numero anche nei Paesi Bassi, ove hanno nidificato nei campi dei polder bonificati. La pittima minore, invece, è una specie costiera che, vivendo più a nord, sembra non abbia risentito nella stessa misura dell'intrusione dell'uomo, molto meno intensa in quelle regioni.
All'infuori della stagione della riproduzione le pittime vivono in stormi, cinguettando e chiamandosi a vicenda, sia quando sono posate sul terreno sia quando sono in volo, ma gli stormi invernali non sono mai rumorosi quanto quelli che si formano sui terreni di riproduzione, dove vi è un cinguettio vario e ininterrotto. È possibile osservare, specie al termine della stagione riproduttiva, interi stormi di pittime minori che effettuano vere acrobazie in volo, prima tuffandosi verso terra per poi librarsi in aria roteando su se stessi e facendo varie piroette. Tale comportamento è in netto contrasto con le geometriche «manovre militari» effettuate di solito dagli stormi di trampolieri.

## Biologia

### Alimentazione
Nell'entroterra le pittime si nutrono di insetti e delle loro larve, come pure di lombrichi, che tirano fuori dal suolo scavando con i loro lunghi becchi o riuscendo a stanarli dalla vegetazione o dal fango. Catturano anche cavallette e libellule oppure piccoli pesci, girini e lumache d'acqua. Lungo le spiagge cercano il cibo nella zona delle maree. Infatti, appena un'onda si ritrae, un intero stormo si precipita sulla spiaggia dietro di essa afferrando piccoli crostacei, vermi marini e molluschi che la forza della risacca ha messo allo scoperto. Poi, quando giunge l'onda successiva, lo stormo batte in ritirata, correndo a tutta velocità, confusamente e sbattendo anche le ali se essa sopraggiunge troppo velocemente. Se ne hanno il tempo, scavano con il becco dei buchi nella sabbia per cercarvi i vermi, a volte infilandovi anche la testa e il collo.

### Riproduzione
Giunta la stagione degli accoppiamenti la pittima maschio effettua delle acrobazie aeree spettacolari. Vola verso l'alto come una saetta battendo le ali rapidamente ed emettendo un richiamo di tre note. Giunta a un'altezza di 600 m circa rallenta il battito d'ali e, cambiando tono, emette un richiamo così musicale che le ha valso il ben meritato nome olandese di grutto. In questa fase l'uccello allarga la coda effettuando una specie di rullio. Può continuare così per 1,5 km prima di chiudere le ali e la coda per lasciarsi precipitare a tutta velocità. Giunto poi ad appena 15 m dal suolo riapre le ali, plana lateralmente e finalmente atterra tenendo le ali in posizione verticale. Altre volte, il maschio e la femmina si alzano in volo insieme chiamandosi a vicenda, oppure, altre volte ancora, il maschio cammina impettito tutt'attorno alla femmina allargando la coda. La pittima reale sembra compiacersi maggiormente in queste acrobazie della pittima minore.
Le pittime non nidificano in colonie, anche se di solito i loro nidi sono raggruppati. Questi non sono altro che un incavo nell'erba appositamente calcata e sono foderati di erba secca e altri vegetali. Entrambi i genitori covano 5 uova grigio-azzurrognole, ma sembra che sia il maschio a covare più a lungo. Le uova si schiudono in 24 giorni e, appena i pulcini si sono asciugati, lasciano il nido, anche se continuano a essere osservati attentamente dai genitori fin quando non sono in grado di cavarsela da soli.

### Nemici
Al pari di molti uccelli marini, anche le pittime si allontanano non appena un estraneo si avvicina al nido e si mettono a volare in circolo emettendo forti gridi. In tal modo ingannano il nemico allontanandolo dal posto ove si trovano le uova o i piccoli. A volte simulano anche di essere ferite per meglio attirare su di sé l'eventuale predatore e così difendere la nidiata. A meno che non riescano ad aver la meglio, grazie alla loro velocità e agilità, gettandosi a precipizio in un riparo o nell'acqua, gli adulti cadono vittime dei falchi.